# 神話エンジン
神話エンジン（しんわえんじん、英: Mythomoteur、フランス語で神話"myth"とエンジン"moteur"からの複合語) は、民族集団に目的感を与える構成的な神話である。

## 解説
この用語はラモン・ダバダル・イ・デ・ビニャルスによって初めて使用され、後にジョン・アームストロングによって彼の本『Nations before Nationalism』で引き継がれた。後にアントニー・D・スミスの民族性とナショナリズムに関する作品、特に彼の本の『The Ethnic Origins of Nations』で一般的なテーマとなった。
共同体政治、共同体宗教、そして王朝の三種類の神話エンジンが特定されている。

## 例
- セルビア人: コソボ神話（英語版）
- ルーマニア人: プロトクロニズム（英語版）
- キクユ族: ンガイ（英語版）